# Elias Zahlawi
Elias Zahlawi, auch Zahlaoui, (arabisch إلياس زحلاوي, DMG Ilyās Zaḥlāwī; * 1932 in Damaskus) ist ein syrischer Priester der Melkitischen Griechisch-Katholischen Kirche, der in der Kirche Unserer Frau von Damaskus predigt. Als langjähriger Leiter des „Chors der Freude“ gehört er in Syrien zu den bekanntesten Kirchenmusikern.

## Leben
Elias Zahlawi wurde 1932 in Damaskus geboren. Er besuchte das melkitische griechisch-katholische Seminar Sankt Anna in Jerusalem, wo er Philosophie und Theologie studierte, als die Altstadt noch unter jordanischer Verwaltung war. Im Juli 1959 wurde er zum Priester ordiniert. 1962 zog Zahlawi wieder nach Damaskus, wo er ab 1968 für die kirchliche Jugendarbeit an der Universität verantwortlich war. Als die melkitische Kirche Unserer Frau von Damaskus in eben dieser Stadt 1975 fertiggestellt war, wurde Zahlawi einer ihrer drei Priester und war auch hier insbesondere für die Jugendarbeit sowie für die Kirchenmusik zuständig. 1977 gründete er mit 50 Kindern den „Chor der Freude“, der seinen ersten Auftritt bei einem Gottesdienst am 24. Dezember 1977 hatte. Der Chor wurde einer der bekanntesten und beliebtesten in Syrien und wuchs bis zum Jahr 2010 auf 500 Mitglieder im Alter von 7 bis 70 Jahren aus verschiedenen christlichen Kirchen unterschiedlicher Denominationen in Damaskus an.
Von 1975 bis 1980 lehrte Elias Zahlawi Latein und Übersetzungen an der Universität Damaskus und von 1978 bis 1979 Theatergeschichte an der Hochschule für Theaterkünste. 1973 wurde er Mitglied der Arabischen Schriftstellervereinigung.

## Gesellschaftliche und politische Aktivitäten
Der lange Zeit von Zahlawi geleitete und bis heute mit ihm identifizierte Kirchenchor hat den Pater und Kirchenmusiker zu einer der bekanntesten Personen des öffentlichen Lebens in Syrien gemacht, dem in den staatlichen Medien viel Aufmerksamkeit gegeben wird. Als Höhepunkte gelten unter anderem die Konzerte in der Adventszeit. Für die aufwendig inszenierten Konzerte im Opernhaus Damaskus im Dezember 2009, die über mehrere Tage liefen und bei denen ein Gemisch aus christlichen Advents- und Weihnachtsliedern sowie Winterliedern präsentiert wurde, waren die Karten rasch ausverkauft. Ähnlich war es beim darauf folgenden Auftritt in Aleppo.
Zahlawi, der mehrere Jahre in der damals noch jordanischen Stadt Jerusalem studierte, vertritt Positionen eines säkularen arabischen Nationalismus, wie er auch von der regierenden Baath-Partei vertreten wird, und spricht sich in Artikeln und Reden wiederholt für die Sache der Palästinenser aus. Bei der Gründung des Volkskomitees zur Unterstützung der Intifada im Mai 2011 wurde er zu einem Mitglied ausgewählt. Politisch unterstützt er die Regierung der Baath-Partei Syriens von Präsident Baschar al-Assad. Mit seinen Reden gegen die westliche Einmischung und für die Regierung trifft er nach Einschätzung des dänischen Soziologen Andreas Bandak den Nerv der Christen in Syrien, die bereits nach dem Einmarsch der US-Armee in Irak 2003 und den dortigen Massakern an Christen zunehmend eine Einmischung westlicher Mächte und damit eine Wiederholung der in Irak stattgefundenen Verbrechen an Christen in Syrien befürchteten. Er unterstreicht die nötige Einheit der syrischen arabischen Nation damit, dass die Weihnachtsbotschaft des Friedens für alle Menschen, also sowohl für Christen als auch für Muslime gelte. In einem Interview mit der Bild am Sonntag drückte Elias Zahlawi dies im August 2012 folgendermaßen aus: „Da wo die radikalen Moslems an die Macht kommen, werden Christen vertrieben. Das, was momentan im Irak passiert, wird auch in Syrien geschehen, wenn sie hier an die Macht kommen, später auch im Libanon.“ Gleichzeitig betonte er die Harmonie, in der die Christen in Syrien mit ihren Landsleuten anderer Religion lebten, und bezeichnete auch Muslime als seine „Brüder“. Der Syrien-Konflikt werde von außen ins Land getragen.
Im Juli 2011, vier Monate nach Beginn der Proteste in Syrien, nahm Elias Zahlawi an einem von der Regierung einberufenen „nationalen Dialog“ in Damaskus teil, dem jedoch die meisten bekannten Oppositionellen fernblieben, nachdem es bereits Todesopfer unter Demonstranten gegeben hatte. Die Gespräche hatten zum Ziel, Syrien zu einem „pluralistischen, demokratischen Staat“ zu machen. Auch nach 2011 organisierte Elias Zahlawi Auftritte seines „Chors der Freude“ in Syrien und verschiedenen Ländern Europas, bei denen er immer wieder offen für ein säkulares Syrien im Sinne der Regierung der Baath-Partei warb.
Im Juni 2017 erhielt Zahlawi eine Auszeichnung der Regierung für „Kritiken, Studien und Übersetzungen“, während der Preis für die Künste an die Sängerin Mayyada al-Hennawi und der Preis für Literatur an den Schriftsteller Hassan M. Yousef ging.
Inzwischen ist Riad Moawad Leiter des „Chors der Freude“. Dennoch tritt Elias Zahlawi auch in der jüngsten Zeit noch an der Seite seines Chors auf, so etwa bei einem Konzert in der Kirche Maria Königin des Friedens in Homs am 20. Dezember 2019.